# Armand Borel
Armand Borel (La Chaux-de-Fonds, Neuchâtel kanton, Svájc, 1923. május 21. – USA, New Jersey, 2003. augusztus 11.) svájci matematikus.

## Tanulmányai
Armand Borel Genfben járt középiskolába, de számos magániskolában is tanult. Tizenkilenc éves korában a zürichi Eidgenössische Technische Hochschule hallgatója lett, ahol matematikát és fizikát tanult. Miután teljesítette a kötelező katonai szolgálatot; a mesterképzésben Eduard Stiefel tanítványa volt, majd 1947-ben megszerezte a matematikai diplomát. Tanulmányaira nagy hatással volt Heinz Hopf, aki korábban Stiefelt is oktatta.

## Oktatásai és munkássága
Miután lediplomázott, egy tanársegédi álláshoz jutott az egyetemén. Ez idő alatt főleg a Lie-csoportokkal kapcsolatos tételével foglalkozott, s kétéves tanársegédi pályafutása alatt kiadott 2 cikket a témában. Ezt követően a French Centre National de la Recherche Scientifique adományaként az 1949-50-es tanévet Párizsban tölthette, amely nagy hatással volt későbbi munkásságára is, hisz itt az oktatói között olyanok szerepeltek, mint Henri Cartan, Laurent Schwartz, és Jean Dieudonné. Az oktatás színvonalassága mellett hasznos barátságokat is kötött a kint töltött év alatt. Ezen új barátságok közé sorolható  Pierre Samuel, és Jean-Pierre Serre is. 
Témavezetője Jean Leray lett, s akinek előadásait Collège de France-ban is hallgatta. 
A Párizsban eltöltött év után visszament Genfbe, ahol 1950-1952-ig az algebra professzort helyettesítette. 1951 nyarán egy előadássorozatot tartott Leray elméletéről amely a lokális kompakt terek és folytonos leképezések homologikus invariánsairól szólt. A Genfben töltött idő alatt a Lie csoportok egész együtthatóinak kohomológiájával foglalkozó tételén dolgozott, melyet 1952-ben a Sorbonne-on védett meg. 
1952-ben, újdonsült feleségével együtt az USA-ba ment, miután meghívást kapott egy, az Institute for Advanced Study at Princetonnál eltöltendő évre, melyet aztán még egy évvel meghosszabbítottak. Miután ez 1954-ben letelt, Borel úgy döntött, hogy az akadémiai évet Chicagóban tölti. Ez egy nagyszerű alkalom volt számára, hisz lehetősége volt, hogy sokat tanuljon Weil-től a számelmélet és geometria terén.
Ezután visszatért szülőhazájába, ahol 1955-ben a zürichi École Polytechnique Fédérale matematika professzorává nevezték ki. Ekkor azonban az Institute for Advanced Study at Princeton állandó professzori címre való kinevezést ajánlott, amelyet némi tétovázás után el is fogadott, és 1957 tavaszán elfoglalta a felajánlott pozíciót.

## Könyvei, kitüntetései
Könyvei között szerepel a Topics in the homology theory of fibre bundles, melyet 1967-ben jelentetett meg, s mely a Chicagói Egyetemen 1954-ben tartott előadássorozatán alapult; majd 1969-ben publikálta Introduction aux groupes arithmétiques című művét, mely szintén egy előadássorozat alapján íródott, melyet 1967-ben tartott az Institut Henri-Poincaré hallgatóinak. 1969-ben is jelent meg műve Lineáris algebrai csoportok címmel, melyet a Columbia Egyetem végzős hallgatóinak tartott kurzusa előzött meg ugyanebben a témában.
Számos kitüntetésben és elismerésben volt része. Ezek közé sorolható a Genfi Egyetem tiszteletbeli diplomája 1972-ben, majd megkapta a Brouwer Medalt a Dutch Mathematical Society-től 1978-ban, 1976-ban az American Academy of Arts and Sciences, 1987-ben pedig a National Academy of Sciences (USA), és a Párizsi Tudományos Akadémia tagjává választották. Ezen felül a Finn Tudományos Akadémiának is tagja volt, illetve 1991-ben megkapta az American Mathematical Society Ezüst Díját mint életművének elismerését, majd 1992-ben elnyerte a Balzan-díjat is.
Halálát végül egy rákos megbetegedés okozta 2003-ban.
Erdős-száma 2.